# Wraza

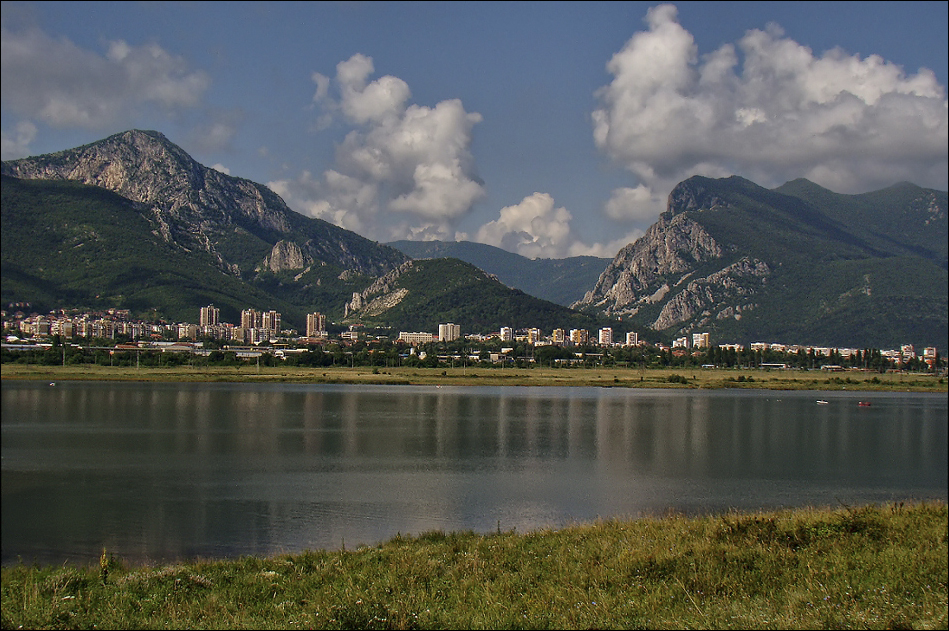
Wraza

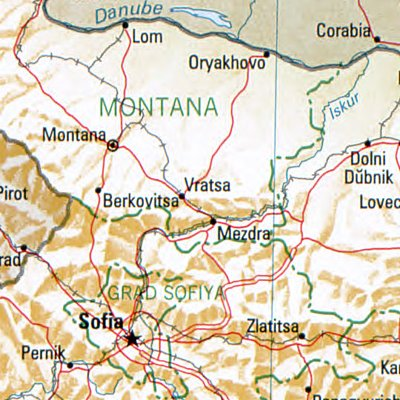
Wraza – Bulgarien – Nachbarorte: Berkowiza, Montana, Lom, Orjachowo, Dolni Dabnik, Slatiza, Mesdra, Sofia, Pernik

Wraza [ˈvratsɐ] (bulgarisch Враца, übliche Schreibung Vratsa, veraltet Вратца Wratza) ist eine Stadt in Bulgarien mit 49.569 Einwohnern (Stand 31. Dezember 2022) am Fuße der steilen Gipfel des Balkangebirges gelegen, Industriestadt (Textil- und Zementindustrie), kultureller Mittelpunkt des Gebietes mit Theater, Oper und Kunstgalerie. Wraza ist Hauptstadt der gleichnamigen Oblast und Sitz der Diözese von Wraza, eine Eparchie der Bulgarisch-Orthodoxen Kirche.

## Geographie

### Lage

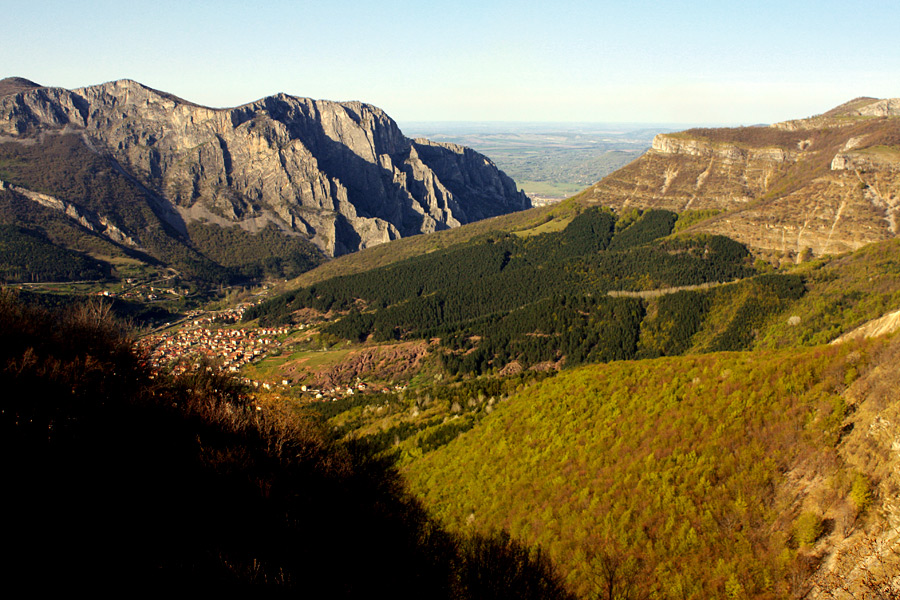
Teile der Schlucht »Wratsata«

Die Stadt Wraza liegt in der Wraza-Ebene, am Fuße des Wratschanski Balkan (zu Dt. auch Wrazaer Balkangebirge oder verkürzt nur Wraza-Gebirge), ein Gebirgszug im nordwestlichen Teil des Balkangebirges. Zudem liegt die Stadt am Fluss Лева Lewa, an der Stelle, in der er die Ebene eintritt und das Wratiza-Pass mit dem Durchbruchstal »Wrazata« hinter sich lässt. Südwestlich grenzt die Stadt unmittelbar am Naturreservat Wratschanski Karst, Teil des Schutzgebietes Wratschanski Balkan. Wraza ist der Ausgangspunkt für die Erkundung des Reservats; der Schlucht »Wrazata«, die im südwestlichen Teil der Stadt endet; zum Berg Okoltschiza und gleichnamigen Berghütte oder einer der 500 Höhlen und Kluften, darunter die Höhle Ledenika, die sich ca. 16 km westlich der Stadt befindet.
Das Stadtzentrum befindet sich 370 m über dem Meeresspiegel. Die nördlichsten Wohn- und Industrieviertel der Stadt liegen auf 340 m Höhe, während die südlichsten entlang des Flusses Lewa auf 400 m Höhe liegen.
Der Süden von Wraza ist durch den grau-violetten Karstfelsen des Wratschanski Balkan geprägt, im Norden erhebt sich ein bewaldetes, niedriges, steiniges Plateau des Milin kamak-Gebirges mit weichen, abgerundeten Geländeformen, und im Osten wechseln sich die niedrigen Gipfel des Weslets-Hügels ab. Der Wratschanski Balkan ist Teil des sogenannten Vorbalkans, eine Morphostruktur, die zwischen dem Mesozoikum und dem Neozoikum entstand. Er besteht aus regelmäßigen antiklinalen und synklinalen Falten, die parallel zueinander verlaufen und aus mesozoischen und tertiären Sedimenten wie Kalksteinen, Dolomiten und Sandsteinen bestehen.
Wraza liegt am paneuropäischen Verkehrskorridor Korridor 4 und in der Nähe des Korridors 7, der entlang der Donau führt. Die Stadt liegt ca. 154 km nordwestlich der Hauptstadt Sofia (über Botewgrad und der Republikstraße I-1), 246 km nordwestlich von Plowdiw, 403 km westlich von Warna und 72 km südlich von Orjachowo an der Donau entfernt. Über eine im Bau befindliche Schnellstraße ist Wraza mit den ca. 124 km nordwestlich liegendem Widin und die Donaubrücke 2 verbunden. Über eine vierspurige Schnellstraße ist Wraza mit dem ca. 16 km östlich gelegenen Mesdra und im weiteren Verlauf mit Botewgrad verbunden, welche dann bei Botewgrad zur A2 „Hemus“ führt.

### Klima
Das Klima in Wraza ist mäßig kontinental und steht hauptsächlich unter dem Einfluss ozeanischer Luftmassen aus gemäßigten Breiten, die vor allem aus dem Westen und Nordwesten eindringen. Die steilen Hänge des Balkangebirges schwächen den Einfluss der mediterranen Stürme aus dem Süden ab und schaffen manchmal Bedingungen für mäßige und starke Föhnwinde (warme Winde, die von den nördlichen Berghängen herabströmen). Zusammen mit den Höhen von Weslez und Milin Kamak sind die Voraussetzungen für Temperaturinversionen, häufige Nebel und vorherrschende Nordwestwinde gegeben. Die Winter in der Stadt sind kalt und die Sommer heiß. Die höchste monatliche Durchschnittstemperatur ist im Juli (22,2 °C) und die niedrigste im Januar (−1,9 °C). Das Niederschlagsmaximum im Mai/Juni und das Niederschlagsminimum im Februar sowie der Einfluss des Balkangebirges sind deutlich ausgeprägt. Die Anzahl der Tage mit Schneedecke beträgt 55. Im Gebirge über der Stadt ist diese Zahl wesentlich höher, und die Schneedecke erreicht gewöhnlich 80–100 cm.

## Geschichte

### Antike und Mittelalter
|                         |
| Die Gradeschniza-Tafeln |

Bereits um 6000 v. Chr. war das Gebiet von Wraza besiedelt. Die Menschen beschäftigten sich hauptsächlich mit Landwirtschaft und Viehzucht. In einer späteren Periode begannen sie auch mit der Töpferei. Im Dorf Gradeschniza wurde Keramik mit speziellen Inschriften entdeckt, die als einige der ältesten in Europa gelten. Parallel dazu begann auch die Entwicklung des Kupferbergbaus.
Um das 6.–7. Jahrhundert v. Chr. begannen sich die Triballer auf dem Gebiet des heutigen Wraza niederzulassen. Es wird vermutet, dass sich hier auch ihre Hauptstadt befand. Die Triballer waren ein besonders kriegerisches Volk. Im Jahr 425 v. Chr. besiegten sie die thrakischen Odrysen und später sogar die Armee von Philipp II. Im Jahr 335 v. Chr. kämpften sie gegen Alexander den Großen und wurden anschließend seine Verbündeten.
Der älteste Teil der Stadt, das südlich gelegene Stadtviertel Кемера-художник Kamera-chudoschnik, liegt dort, wo die Lewa, in der Ebene eintritt und die Wratiza-Schlucht hinterlässt. In diesem Teil der Stadt gibt es Spuren von Siedlungen, die zur antiken thrakischen Zivilisation gehören. Sechs Grabhügel im Stadtzentrum von Wraza und in der Umgebung weisen auf diese Spuren hin. Aus dem 4./3. Jahrhundert v. Chr. stammt der 1969 in Wraza im »Mogilanska Grabhügel« gefundene Goldschmuck einer thrakischen Prinzessin, oder der Silberschatz von Rogozen der zum Teil im Historischen Museum von Wraza aufbewahrt wird. In der Wratiza-Schlucht, südlich von Wraza wurden Reste eines römischen Militärlagers gefunden.
Der mittelalterliche Vorgänger von Wraza ist die kleine befestigte Stadt Wratiza / Vratica, die an der engsten Stelle der Schlucht des Flusses Lewa errichtet wurde. Die Festung wird in Chroniken des 6. und 13. Jahrhunderts erwähnt und wohl auf die Besiedlung der Gegend durch die Slawen zurück. Im 7. Jahrhundert wurde die Gegend zu einer der Grenzregionen des neubegründetem Ersten Bulgarischen Reichs. Die Geschichte dieses Ortes wird durch archäologische Funde (unbearbeitete slawische Keramik aus dem 10. Jahrhundert, byzantinische Keramik, Münzen, die im Namen byzantinischer Kaiser des 11. und 12. Jahrhunderts, bulgarischer Zaren des 13. und 14. Jahrhunderts) belegt. Neben den Bergbauausrüstungen wurden auch Reste kleiner Steinhäuser und Steinkirchen bei Ausgrabungen freigelegt. Im Jahr 1941 wurde unter den Ruinen einer der freigelegten Kirche eine bulgarische Inschrift aus dem 13. Jahrhundert gefunden, in der der Name der Stadt als Wratiza verzeichnet war. Die Inschrift lautet „Asen, Zar von ganz Bulgarien“, was darauf hindeutet, dass die Inschrift aus der Zeit des Zaren Michael II. Assen stammt, der das Land zwischen 1246 und 1256 regierte. In der Folge geriet die Region unter dem Einfluss der Schischmaniden, die ihren Sitz in Widin hatten.

### Osmanischer Zeit
Unter der Herrschaft des Osmanischen Reiches war Wraza Wirtschafts- und Verwaltungszentrum der Region. Das mittelalterliche Vraticawurde während des Bürgerkriegs zwischen den Söhnen von Sultan Bayezid I. oder, was wahrscheinlicher ist, während der Schlacht bei Warna (1444) von Kreuzfahrertruppen zerstört. Nach der Zerstörung wurde die Stadt auf dem offenen Gelände außerhalb der Schlucht wieder aufgebaut (genau wie in Larisa/Yenisehir, Schumen, Lowetsch und anderswo). Die frühesten Aufzeichnungen über Ivraca, wie die Stadt nun von den Osmanen genannt wurde, finden sich in einem osmanischen Steuerregister (Defter) aus dem Jahr 1479. In diesem wird Ivraca als Teil von Erdogdu Beys Ländereien erwähnt. Im Ort gab es zu der Zeit dreiundzwanzig muslimische und 296 christliche Haushalte. Ivraca war auch ein Marktort. In einem Register des Sandschaks von Nikopol aus dem Jahr 1485 wird Wraza mit einer christlichen Bevölkerung von 287 Haushalten und achtundvierzig Junggesellen angegeben. Die Muslime hingegen hatten fünfundzwanzig Haushalte und mehr als vierundzwanzig Junggesellen.
Aus den osmanischen Steuerunterlagen der frühen 1550er Jahre geht hervor, dass sich die Stadt in einer kontinuierlichen Entwicklung befand. Demnach gab es 82 muslimische Haushalte, die etwa 400 Personen entsprachen, und eine Moschee, die später als „Eski Camii“ bekannt wurde, mit einer Bevölkerung von 31 unverheirateten Männern. Die in 12 Stadtvierteln lebenden Christen hingegen erreichten mit 354 Haushalten und 172 unverheirateten Männern eine Bevölkerungszahl von etwa 1840 und stellten die Mehrzahl der Stadtbewohnern. Zu diesem Zeitpunkt stieg der Anteil der muslimischen Bevölkerung an der Gesamtbevölkerung auf 18 Prozent. Außerdem wird in der Urkunde erwähnt, dass die muslimische und nicht-muslimische Bevölkerung in der Stadt und einige Bewohner der beiden Nachbardörfer in nahegelegenen Bergwerken arbeiteten und daher diese Arbeiter und ihre Familien von der avarız-Grundsteuer befreit waren. Im Jahr 1580 machten die Muslime 30 Prozent der Gesamtbevölkerung aus. Zu dieser Zeit gab es in der Stadt 3 muslimische Stadtteile (Mahalle-i Câmi-i Atik, Mahalle-i Câmi-i Cedid, Mustafa Çavuş Mescidi mahalle). In diesen Stadtvierteln gab es insgesamt 258 Haushalte. Die christliche Bevölkerung nahm ebenfalls zu und zählte insgesamt 583 Haushalte in 12 nach ihren Priestern benannten Vierteln. Darüber hinaus gab es sieben koptische Bergbauhaushalte, deren Status 1550 anerkannt wurde. Die Zahl der Klöster, die bis zu diesem Zeitpunkt 4 betrug, stieg auf 8.
Wraza verfiel, als es 1596 von Mihai Viteazul, dem Woiwoden der Walachei, zerstört wurde, der auch Swischtow an der Donau und die wichtige Stadt Plewen im Landesinneren eroberte und zerstörte. Mihal zwang auch viele Christen zur Auswanderung, um sich auf Feudalgütern in der Walachei niederzulassen. Drei Quellen aus der Mitte des 17. Jahrhunderts deuten darauf hin, dass sich die Stadt Wraza wieder zu entwickeln begann. Das Avârız-Steuerregister von 1642 erwähnt 226 muslimische Haushalte, die in vier Vierteln leben (drei sind seit 1580 bekannt, eines ist das neue Debbağlar-Viertel). Angrenzend an die Muslime gab es sieben verschiedene christliche Viertel und eine Gruppe von Haymana, die zusammen 240 Haushalte umfassten. Insgesamt gab es 466 Haushalte in der Stadt. Neben diesen Haushalten gab es noch andere Gruppen, die sie Avârız-Steuer nicht zahlten und somit nicht erfasst wurden. Evliya Çelebi erwähnt an einer Stelle seines Werks, dass die Bergleute von Ivraca wegen ihrer Arbeit in den (Silber-)Minen neben der Stadt als sehr privilegiert galten.
Im Jahr 1659 erwähnt Bischof Filip Stanislawow in seinem Werk Vratsa-Civitas sieben Kirchen in Wraza und etwa 2000 orthodoxe „separatistische“ Siedler. Ihm zufolge waren die Türken in der Stadt zahlreich und hatten vier Moscheen. Römisch-katholische Christen sind überhaupt nicht zu finden, im Gegensatz zum etwas nördlich gelegenen Tschiprowzi. Die Christen in Wraza werden von einem griechisch-orthodoxen Bischof der Erzdiözese von Tarnowo geleitet. Vier Jahre später beschrieb Evliya Çelebi in seinem Werk Seyahatnâme die geografische Lage der Stadt zum ersten Mal genauer. Wraza habe ihm zufolge 1500 Häuser, neun Moscheen, zwei Madrasas, vier Schulen, zwei Tekkes und ein Gasthaus. Eine der Tekkes gehörte der Halveti und die andere dem Jalvetiyya-Zweig desselben Ordens. Der Basar ist recht klein und hat nur 150 Geschäfte. Sowohl Çelebis als auch Stanislawows Zahlen scheinen realistisch zu sein. Es ist wahrscheinlich, dass Wraza im Jahr 1580 4000 Einwohner hatte, von denen 30 % Muslime waren. Die von Stanislawow genannten 2000 Christen entsprechen etwa 420–440 Haushalten, was weniger ist als 1580. Es ist anzunehmen, dass dies auch für die Muslime gilt. Am Ende der osmanischen Periode lag die Einwohnerzahl der Stadt zwischen 10.000 und 11.000.
Im 16. und 17. Jahrhundert wurden Wraza und seine Umgebung zu einem von der christlich-bulgarischen Kultur dominierten Zentrum. Vier der acht Klöster in der Umgebung, die 1580 erwähnt wurden, haben überlebt (Tscherepisch, Karlukowo, Iwan Kasinez und Strupez). Im Kloster Strupez sind noch hochwertige Fresken aus dem späten 16 erhalten. Die Klöster waren offensichtlich von den Ereignissen des Jahres 1596 betroffen. Die neuen Fresken des Klosters Karlukowo stammen aus dem Jahr 1602. Tscherepisch wurde im ersten Viertel des XVII. Jahrhunderts von dem heiligen Mönch Pimen Zografski vom heiligen Berg Athos restauriert, der zuvor viele Kirchen in Westbulgarien restauriert und geschmückt hatte. Die Klöster in der Umgebung von Wraza waren als Zentrum für schön geschriebene und kolorierte Kirchenbücher mit Silberüberzug bekannt. Viele dieser Bücher werden noch heute in Bibliotheken im ganzen Land aufbewahrt, darunter das Wraza-Evangeliar aus dem 13. Jahrhundert (heute in der Sofioter Nationalbibliothek).
Im 17. Jahrhundert wurde die „Eski Camii“-Moschee im ältesten Viertel der Stadt wieder aufgebaut. Die osmanische Inschrift im Inneren der Moschee (datiert auf 1787) erwähnt, dass die Moschee umgebaut wurde. Zu Beginn des 19. Jahrhunderts ging die Entwicklung der Stadt aufgrund des Aufstandes von Pascha Osman Pazvantoğlu, dem Herrscher der Region um Widin, zurück. Außerdem verursachten die Plünderungen der Kardschalis (türk. kırcaaliler, bulgarisch Кърджалии kǎrdžalii; zu Dt. marodierenden Banden), die sich aus den aus der Armee ausscheidenden Soldaten und den lokalen Banditen zusammensetzten, beträchtliche Schäden in der Stadt, wie Sophronius, der Bischof von Wraza, bezeugt und detailliert beschrieben hat.
Die osmanischen Steuer/Bevölkerungsstatistiken von 1831 zeigen, dass 74 Prozent der Christen in der Kaaza von Wraza nicht steuerpflichtig waren und 83 Prozent als wohlhabend verzeichnet wurden. Im Salname des Tuna-Vilâyets 1868 wird Wraza mit sieben Moscheen, 2412 Haushalte, 659 Geschäfte, siebenunddreißig Gasthäuser, drei Bäder, fünfundzwanzig Wassermühlen, fünf Schulen, eine Madrassa, zwei Logen, drei Fabriken, einen Uhrenturm, vier Kirchen und eine Synagoge erwähnt. Der örtliche Historiker Ionow gibt die gleiche Anzahl von Haushalten und Moscheen an und erwähnt auch die Existenz von vier Kirchen. In den achtzig Dörfern der Kaza, deren Zentrum Wraza war, gab es fast keine muslimische Bevölkerung. In vier großen Dörfern gab es eine muslimische Mehrheit (Tlačan, Bukofce, Mamarewo und Tschurlowo), während in sieben Dörfern nur eine kleine muslimische Minderheit lebte (insgesamt 470 Haushalte, d. h. 12 % der gesamten Dorfbevölkerung der kaza). Aus den Tahrir-Aufzeichnungen geht hervor, dass der Anteil im 16. Jahrhundert noch geringer war.

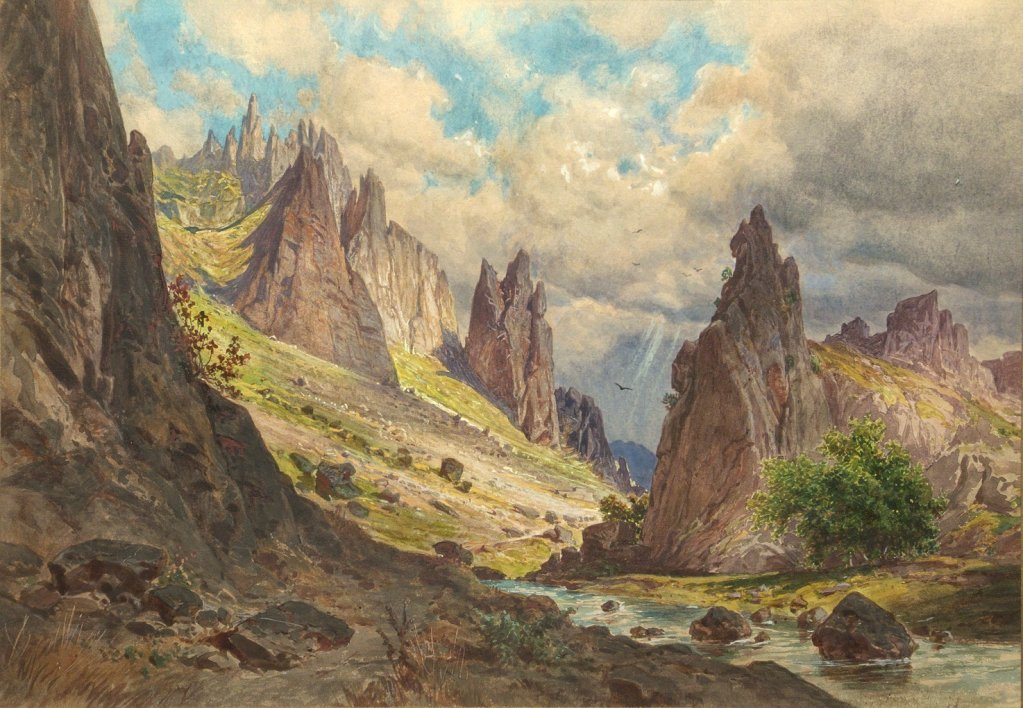
Die Schlucht »Wrazata«, Gemälde von Felix Kanitz (1885)

Wraza war auch das Zentrum des 3. Revolutionsbezirks der IRO während des Aprilaufstandes mit Stojan Saimow als Hauptapostel. In diesem Bezirk kam es jedoch nicht zu einem Aufstand, da die osmanischen Truppen in Erwartung eines Krieges mit dem Fürstentum Serbien in der Region in großer Zahl stationiert waren. Dennoch führte Christo Botew seine Tscheta in dieser Region. Er selbst fiel am 20. Mai 1876 im Wraza-Gebirge. An den Befreiungskampf gegen die Türken erinnert die acht Meter hohe Bronzefigur des Dichters und Befreiungskämpfers Christo Botew, die 1964 errichtet wurde.

### Erneut bulgarisch
Nach der Befreiung der bulgarischen Gebiete von der osmanischen Herrschaft im Jahr 1878 im Zuge des russisch-osmanischen Krieges 1877/78 wurde die Stadt Wraza Teil des neu gegründeten Fürstentums Bulgarien. In Folge begann die muslimische Bevölkerung der Stadt auszuwandern. Anders als andere Orte in Bulgarien, fiel der Stadtkern nach 1878 nicht der Modernisierung und Europäisierung des Stadtbildes zum Opfer. Sie entwickelte sich zu einem bedeutenden Produktionszentrum, in dem das traditionelle Handwerk zu einer modernen Industrie der damaligen Zeit heranwuchs. Mit Erlass Nr. 317 vom 26. Juni 1880 erhielt die Stadt den Status eines Bezirkszentrums. Der Geograf Zeko Tschnkow schrieb, dass Wraza im Jahr 1887 11.323 Einwohner hatte. Davon waren 736 Türken, 123 muslimische Zigeuner und 196 Juden.
1890 wurde in der Stadt ein Denkmal zu Ehen von Christo Botew aufgestellt, welches vom deutschen Bildhauer Gustav Eberlein gefertigt wurde. Die Bronzestatue wurde von der Wiener Firma Rudolph Philipp Waagner (nunmehr Waagner-Biro) ausgeführt. Es wurde feierlich von Fürst Ferdinand I. im Beisein des Ministerpräsidenten Stefan Stambolow, der Familie von Christo Botew (seine Mutter, seine Ehefrau und seine Tochter), überlebende Tschetniks sowie Freiheitskämpfern enthüllt. Mit der Machtergreifung der Kommunisten in Bulgarien im Zuge des Zweiten Weltkrieges wurde das Denkmal 1955 demontiert, nachdem es vom Mitglied des Zentralkomitees der Bulgarischen Kommunistischen Partei, Walko Tscherwenkow, als »großbürgerlich« und »bourgeois« bezeichnet worden war. Heute befinden sich Teile des Denkmals im örtlichen Historischen Museum.
Der Wrazaner Mito Orossow gründete 1883 auf der Grundlage des für die Stadt traditionellen Karren- und Schmiedewesens ein Unternehmen zur Herstellung von Transportmitteln: Zweiräder, Kutschen, Phaetons, Handelswagen und Schlitten. Für seine Tätigkeit erhielt er bei der ersten bulgarischen Ausstellung in Plowdiw im Jahr 1892 eine Goldmedaille. Bald fand die Produktion von Mito Orossow nicht nur in Bulgarien, sondern auch auf der Balkanhalbinsel weite Verbreitung. Selbst der Henry Ford soll Interesse für die Modelle des selbständigen Handwerkers gezeigt haben.
Im Jahr 1896 wurde in der Stadt eine Versuchsstation für Seidenraupenzucht eröffnet – die älteste landwirtschaftliche Forschungseinrichtung im heutigen Bulgarien. Bald darauf wurde sie reorganisiert und in eine Staatliche Mustereinrichtung für Seidenraupenzucht umgewandelt. Die Qualität der in Wraza produzierten Seide erlangte internationale Anerkennung. Im Jahr 1903 wurde an die Demonstrations-Seidenraupenfarm die erste Schule für Seidenzucht und eine Weberei für Seidenstoffe in Bulgarien angeschlossen. Im Jahr 1934 war die Einwohnerzahl der Stadt auf 16.188 gestiegen, mit nur 496 Muslimen (3 Prozent). Auch die jüdische Bevölkerung war auf achtundzwanzig zurückgegangen. In den 1930er Jahren gab es hier noch drei Moscheen.
Am 30. September 1923, während des Septemberaufstandes brach nach einem Brand in einem Militärlager, der auch von der Entente versteckte Munition betraf, ein Großteil der Stadt aus. Laut einigen Berichten wurden beim dreitägigen Brand 500 Häuser niedergebrannt, und ein großer Teil des Basars wurde zerstört. Um die 3.000 Einwohner wurden obdachlos und um die 100 starben, darunter der Industrieller Mito Orossow. Eine der Theorien über die Ursache des Brandes führt zur kommunistischen Partei, die als Organisator des Aufstands gilt.

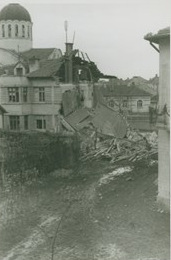
Ein Gebäude in Wraza, das während der Bombenangriffe im Zweiten Weltkrieg zerstört wurde.

Während des Zweiten Weltkriegs wurde Wraza Ziel von Alliierten Bombardements. Nach dem Krieg wuchs die Einwohnerzahl von Wraza. Kleine Industriebetriebe wie Möbel oder landwirtschaftliche Geräte herstellten und die Metallverarbeitung verbreiteten sich in der Stadt.
Am 1. Mai Jahr 1966 wurde Wraza von einer Überschwemmung betroffen. Während des Maifeiertags brach der Damm des Stausees „Mir“ (in der Nähe des südlichen Endes des Dorfes Zgorigrad) an den Blei-Zink-Minen „Plakalnitsa“ im Wraza-Gebirge, wodurch Sgorigrad sowie die äußersten südwestlichen Viertel mit dem Zentrum von Wraza von einer Masse aus 450.000 m³ Wasser, Schlamm, Steinen, Holzstämmen und giftigen Ablagerungen aus Schwermetallen und Cyaniden überflutet wurden. Der Schlamm zieht sich über 7 Kilometer und erreicht den zentralen Platz im Zentrum von Wraza, wo die Demonstration zum Tag der Arbeit am 1. Mai etwas früher endete. Offiziell meldeten die kommunistischen Machthaber damals 118 Todesopfert, späteren Schätzungen zufolge forderte die Überschwemmung über 500 Menschenleben, 2.000 Menschen wurden verletzt und über 150 Häuser und der Zoologischer Garten der Stadt wurden zerstört. In Wraza wurden mehrere Plattenbau-Wohnblöcke errichtet, die die Namen „Mai 1“, „Mai 2“ und „Mai 3“ bis heute tragen, um die überlebenden Obdachlosen vorübergehend unterzubringen.
Im Jahr 1975 erreichte die Einwohnerzahl der Stadt 61.265. In diesen Jahren wurden die beiden Moscheen, die noch standen, abgerissen. Die monumentale osmanische Burg aus dem 16. Jahrhundert im Zentrum der Stadt – einst das Verwaltungszentrum der Minen – wurde sorgfältig restauriert. Die „Eski Camii“-Moschee wurde wegen ihrer ungewöhnlichen Verzierungen offiziell als „Denkmal von lokaler künstlerischer Bedeutung“ anerkannt. Nach der Wende wurden auch die „Eski Camii“-Moschee und ihre außergewöhnlichen Wanddekorationen restauriert. Heute fungiert sie als Kulturzentrum.
Die Stadt ist seit 2005 Namensgeber für den Vratsa Peak, einen Berg auf Greenwich Island in der Antarktis.

## Politik

### Stadtrat
Der Stadtrat von Wraza besteht aus dem Oberbürgermeister und der von der Gemeindeordnung vorgeschriebenen Anzahl von 37 Stadtratsmitgliedern. Alle vier Jahre wird der Stadtrat neu gewählt.

### Gemeindegliederung
Der Stadtrat von Wraza fungiert gleichzeitig als Gemeinderat und ist für die Kontrolle aller Bürgermeister der Gemeindeortschaften zuständig. Zur Gemeinde Wraza (bulg. Община Враца/Obschtina Wraza) gehören neben der Stadt Wraza folgende Dörfer:
| - Baniza - Beli izwor - Dewene - Goljamo Petschene - Gorno Petschene | - Kostelewo - Liljatsche - Ljutadschik - Malo Petschene - Mramoren | - Nefela - Ochoden - Pawoltsche - Sgorigrad - Tischewiza | - Tri Kladenzi - Tschelopek - Tschiren - Warbiza - Weslez | - Wirowsko - Wlastiza |

### Stadtwappen, Farben und Devise
Die Stadt Wraza wähle ihr Wappen nach einem Wettbewerb im Jahr 1967 aus, Es wurde vom Künstler Ljuben Orossow entworfen. Es symbolisiert die Schlucht »Wrazata«. Auf beiden Seiten sind durch zwei topografische Dreiecke die steilen Felsen dargestellt, zwischen denen sich der Weg durch die Schlucht windet. Die aufsteigende und perspektivische Linie des Weges symbolisiert den Aufstieg und die Entwicklung der Stadt. Die gezackte Krone symbolisiert, dass die Stadt seit den ältesten Zeiten eine Festung war. Das gesamte Bild ist auf einem stilisierten altbulgarischen Schild dargestellt. Die Farben grün stehen für die Natur und die Wälder des Balkangebirges. Die Devise der Stadt lautet: Град като Балкана - древен и млад Eine Stadt wie das Balkangebirge - alt und jung spiegelt die Vergangenheit von Wraza als alte bulgarische Hochburg und ihre neue Gegenwart wider.

### Städtepartnerschaften
Wraza listet folgende acht Partnerstädte auf:
| Stadt             | Land           | seit |
| ----------------- | -------------- | ---- |
| Bor               | Serbien        | 1983 |
| Craiova           | Rumänien       | 1971 |
| Frankfurt (Oder)  | Deutschland    | 2009 |
| Kičevo            | Nordmazedonien | 2008 |
| Kobryn            | Belarus        | 2001 |
| Serpuchow         | Russland       | 2008 |
| Sumy              | Ukraine        | 1966 |
| Villeneuve-le-Roi | Frankreich     | 1985 |

## Bildung
In der bulgarischen Stadt Wraza gibt es eine Vielzahl von Bildungseinrichtungen. Zu den Hochschulen gehören Zweigstellen der WTU „Hl. hl. Kyrill und Method“ und der MU „Professor Dr. Ivan Mitev“.
Die Stadt verfügt über mehrere Schulen, darunter das Berufliche Technische Gymnasium „Nikola J. Waptsarow“, das Naturwissenschaftliche Gymnasium „Akad. Iwan Zenow“, das Berufliche Gymnasium für Handel und Gastronomie, das Sprachgymnasium „Joan Exarch“, die Mittelschule „Christo Botew“, die Mittelschule „Kosma Tritschkow“, die Mittelschule „Nikola Wojwodow“, die Mittelschule „Otez Paisij“, das Berufliche Gymnasium „Dimitar Chadschitoschew“, das Sportgymnasium „Hl. Kliment Ohridski“, die Grundschule „Wassil Lewski“, die Grundschule „Hl. hl. Kyrill und Method“, die Grundschule „Hl. Sophronius von Wraza“, die Grundschule „Iwantscho Mladenow“ und die Grundschule „Iwan Wazow“.
In Wraza gibt es zudem 3 Kinderkrippen und 17 Kindergärten.

## Sehenswürdigkeiten

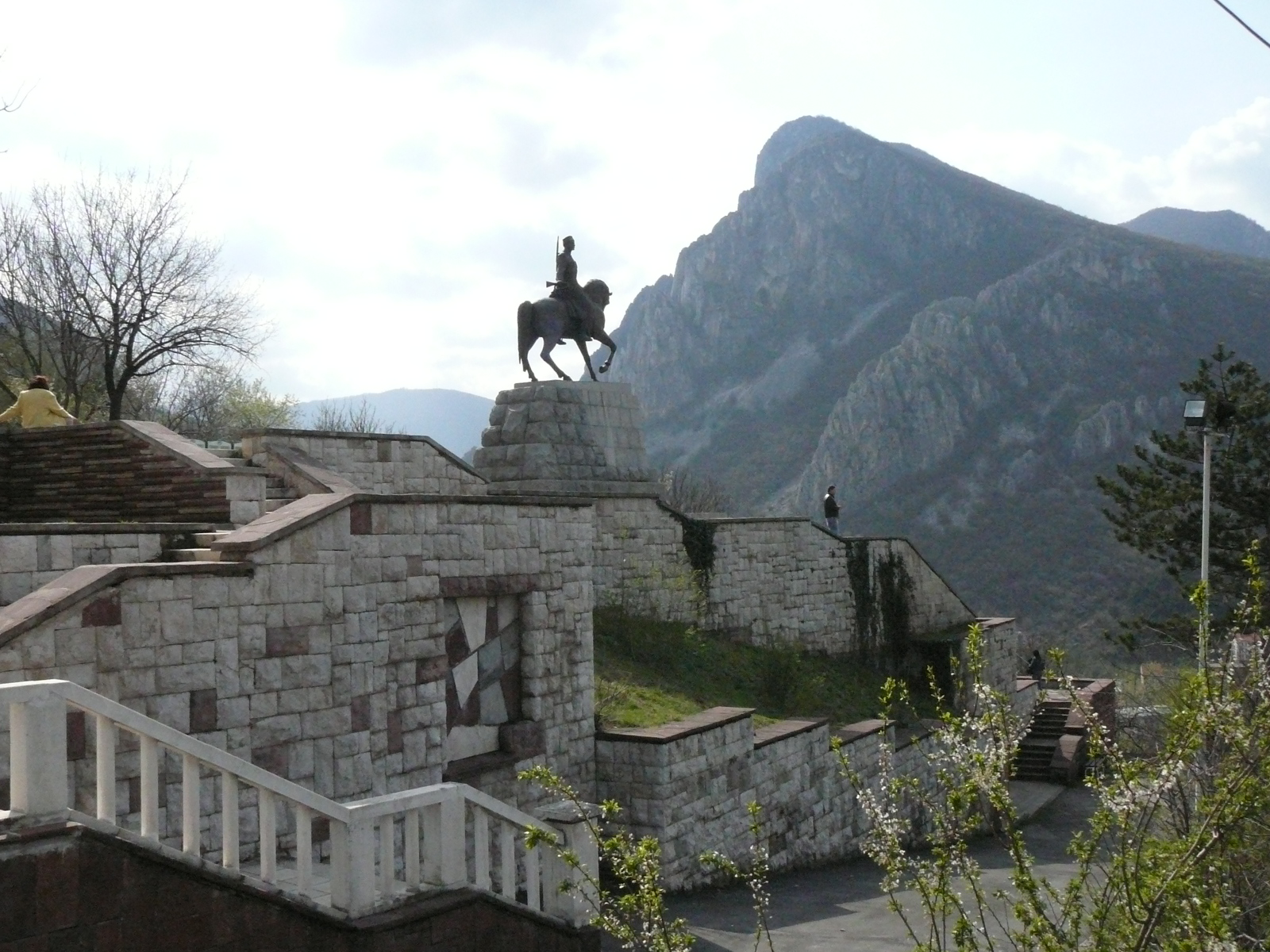
Ausblick zum Denkmal des »Herolds der Freiheit«

Sehenswert sind die Reste der früheren Stadtmauer mit Wohn- und Verteidigungstürmen aus dem 17. Jahrhundert, der Uhrturm, das historische Museum, das Kapitänshaus, der Hügel Kaleto und das Denkmal Pametnik na Westitelja (zu Dt. »Herold der Freiheit«). Im Uhrturm, der ebenso wie der gut erhaltene Kurtpaschow-Turm Befestigungszwecken diente, ist ein Museum untergebracht. Interessant sind die Kirchen „Sweto Wasnesenie“ (Hl. Himmelfahrt) und „Sweti Nikola“ (Hl. Nikola).
Historischen Museum von Wraza
Der Gründer der ersten Sammlung in Wraza, die den Umfang einer öffentlichen Museumssammlung erreichte, war der wohlhabender Wrazaer Kaufmann Chadschi Toscho Zenow. Zweifellos wurde sie von seinem Sohn Dimitraki Hadjitoschew, einem prominenten Kämpfer für die kirchliche und nationale Unabhängigkeit während der bulgarischen Aufklärung, bereichert. Ihre Blütezeit erlebte die Sammlung jedoch unter seinem Nachfolger Todoraki Chadjiiski, und ihre Bedeutung wurde von dem österreichischen Reisenden Felix Kanitz bewundert. Im Jahr 1894 wurde sie der Nationalbibliothek der Heiligen Kyrill und Method und dem Nationalmuseum in Sofia übergeben.
Die Idee, ein Museum einzurichten, entstand Mitte der 1920er Jahre. Im Jahr 1925 wurde der Grundstein für eine Museumssammlung im Wrazaer Männergymnasium „Zar Boris III“ gelegt. Kurze Zeit später wurde der Versuch unternommen, eine Museumssammlung in der Gelehrtengesellschaft Развитие zu Dt. Entwicklung zu schaffen. In den Jahren 1939–1940, als das neue Gebäude der Gesellschaft gebaut wurde, wurden die beiden Sammlungen zusammengelegt, aber die anglo-amerikanische Bombardierung am 24. Januar 1944 beeinträchtigte das Gebäude und den Museumssaal und zerstörte einen Teil der Exponate.
Das heutige historische Museum für Regionalgeschichte befindet sich im südlichen Teil des zentralen Christo-Botew-Platzes (ehemalig »Makedonija« und auch noch so im Volksmund genannt) und ist seit 1980 in Betrieb. Das Museum besteht aus 9 Sälen, 3 Ausstellungsflächen, ein Lapidarium. Eine der interessantesten Ausstellungen ist die des Goldschatzes des »Mogilanska Grabhügels« oder der Silberschatz von Rogozen, der fast um die ganze Welt gereist ist. Beim letzteren handelt sich um den größten jemals gefundenen thrakischen Schatz.
Das Museum beherbergt auch das älteste menschliche Skelett, das in Bulgarien gefunden wurde. Es wird auf ein Alter von etwa 8000 Jahren geschätzt. Ebenfalls von Interesse für die Besucher sind »Die Gradeschniza-Tafeln« und Gefäßböden mit Piktogrammen, die als einer „die älteste Schrift der Welt“ erachtet bezeichnet werden.
Kloster Tscherepisch
Das Kloster „Sweto Uspenie Bogoroditschno“ (Hl. Mariä Himmelfahrt) von Tscherepisch liegt 30 km von Wraza im Iskar-Durchbruch. Es wurde im Mittelalter, in der Zeit des Zaren Iwan Schischman errichtet. Das älteste Zeugnis für die Existenz des Klosters ist die Klosterstatute (typik) aus der Zeit von 1390 bis 1398. Die Schrift wird im Historischen und Archäologischen Museum in Sofia aufbewahrt. Mit der Eroberung der Region von den osmanischen Türken wurde das Kloster zerstört und 1660 von der lokalen Bevölkerung wieder errichtet.
Landschaftsschutzgebiet Wratschanski Balkan
Der Landschaftsschutzgebiet Wratschanski Balkan umfasst den gleichnamigen Teil des Balkangebirges und die Felsen von Lakatnik. Er ist ca. 30 km lang und 10–15 km breit. Die Südgrenze ist die Iskar-Schlucht. Der höchste Berg im Naturpark ist der Beglitschka Mogila (1481 m.). Auf dem Territorium des Naturparkes wachsen über 700 Hochpflanzen, von denen mehr als 50 zu den seltenen und bedrohten Arten zählen. Die Fauna des Parks umfasst mehr als 130 geschützte Tierarten.
Wrazata-Schlucht
Die »Schlucht Wrazata« ist bei Bergsteiger und Touristen begehrt. Die steilen Felsen des Wraza-Gebirges gehören zu den steilsten und höchsten auf der Balkanhalbinsel. Vom höchsten Punkt der Felsen bis zur Straße am Fuß beträgt die Höhenunterschied fast einen Kilometer. Von dort erstrecken sich steile Geröllhalden hinunter zum Fluss Lewa. Durch die Schlucht führt eine asphaltierte Straße zur Ledenika-Höhle, zur Skipiste Parschewiza und zum Bergdorf Sgorigrad. In der Umgebung wurde ein See mit Tretbooten angelegt. Jährlich finden in Wraza nationale Bergsteigerwettbewerbe statt, dazu war die Stadt mehrmals Gastgeber internationaler Wettkämpfe. An den Felsen gibt es etwa 600 Kletterrouten aller Schwierigkeitsgrade. Etwa die Hälfte der Wege sind gut eingerichtete, reine Sportkletterrouten, meist neueren Baujahres. Die andere Hälfte der Routen sind zum Teil sehr lange Wege alpinen Charakters. Die Schwierigkeit der einzelnen Wege reicht von 5c bis zu 8c, wobei der Schwerpunkt im 6. und 7. französischem Grad liegt. Der Felsmassiv bietet Bergsteigern eine große Vielfalt an Felsformationen – große Überhänge und Dächer, senkrechte glatte Platten, Risse und Kamine verschiedener Breiten, Grate und innere Ecken. Die längsten Wege erreichen bis zu 500 Klettermeter durch die 350 m hohe Mittelwand.
Höhlen
In den Grenzen des Parkes befinden sich über 500 Höhlen und Kluften. Eine der schönsten in Bulgarien ist die Ledenika-Höhle, etwa 16 Kilometer westlich von Wraza, mit besonderen Felsbildungen, Konzertsaal und See. Bestimmte Tropfsteingebilde werden von Scheinwerfern beleuchtet. Zu erwähnen sind Temnata Dupka (Dunkles Loch), Smejova Dupka (Loch des Drachen), Haiduschka Propast (Kluft der Freiheitskämpfer), Gardjuva Dupka, Kalnata Propast (Schlammige Kluft), Newestina Propast (Brautkluft) und Sokolova Dupka (Falkenloch).

## Söhne und Töchter der Stadt
- Krastjo Pischurka (1823–1875), Schriftsteller, Schauspieler und Regisseur
- Todor Balabanow (1852–1912), Freiheitskämpfer und Industrieller
- Krastju Balgarijata (1874–1913), Freiheitskämpfer
- Zeno Todorow (1877–1953), Maler
- Andrej Nikolow (1878–1959), Bildhauer
- Pentscho Georgiew (1900–1940), Maler
- Iwan Pentschew (1904–1974), Mediziner
- Dimitar Awramow (* 1943), Politiker und Journalist
- Zwetan Jontschew (* 1956), Fußballspieler
- Momtschil Charisanow (* 1961), Sprinter
- Velizar Iliev (* 1966), Moderner Fünfkampfer
- Miroslaw Najdenow (* 1968), Politiker
- Iwajlo Mladenow (* 1973), Weitspringer
- Dessislawa Alexandrowa-Mladenowa (* 1975), Hochspringerin
- Konstantin Kostov (* 1979), Jazzmusiker
- Martin Petrow (* 1979), Fußballspieler
- Gita Dodowa (* 1982), Dreispringerin
- Radostina Todorova (* 1995), Model
- Boschidar Kraew (* 1997), Fußballspieler